# Fred Pentland
Pour les articles homonymes, voir Pentland.
Fred Pentland est un footballeur puis entraîneur anglais, né le 29 juillet 1883 à Wolverhampton et mort le 16 mars 1962 à Poole. Il évolue au poste d'attaquant du début des années 1900 au début des années 1910. Il compte cinq sélections en équipe d'Angleterre.
Devenu entraîneur, il dirige l'équipe de France lors des Jeux olympiques de 1920 puis rejoint l'Espagne. Il entraîne notamment l'Athletic Bilbao qui remporte sous ses ordres le championnat d'Espagne  en 1930 et 1931 et la Coupe d'Espagne à quatre reprises.

## Biographie
Il évolue pour six clubs différents entre 1903 et 1913.
Pentland ne marque aucun but lors de ses cinq sélections avec l'équipe d'Angleterre en 1909.

### Palmarès

#### En équipe nationale
- 5 sélections et 0 but avec l'équipe d'Angleterre en 1909.
- Vainqueur du British Home Championship en 1909.

#### Avec Queens Park Rangers
- Vainqueur de la Southern Football League en 1908.

### Carrière d'entraineur

#### Entraîneur de l'équipe de France
En 1920 Pentland est nommé entraîneur de l'équipe de France à l'occasion des Jeux olympiques de 1920 à Anvers. Qualifiée d'office pour les quarts de finale à la suite du forfait de la Suisse, la France y élimine l'Italie. En demi-finale la France s'incline contre la Tchécoslovaquie. À la suite de l'exclusion de la Tchécoslovaquie (abandon du terrain lors de la finale), un tournoi de repêchage est mis en place pour attribuer la médaille d'argent et de bronze. La France n'y participe pas ayant déjà pris le chemin du retour.

#### Palmarès
- Champion d'Espagne en 1930 et 1931.
- Vainqueur de la Coupe d'Espagne en 1923, 1930, 1931, 1932, 1933.
- Champion de Biscaye en 1924, 1925, 1931, 1932, 1933.
- Champion du Centre en 1928.